# 公西舆如

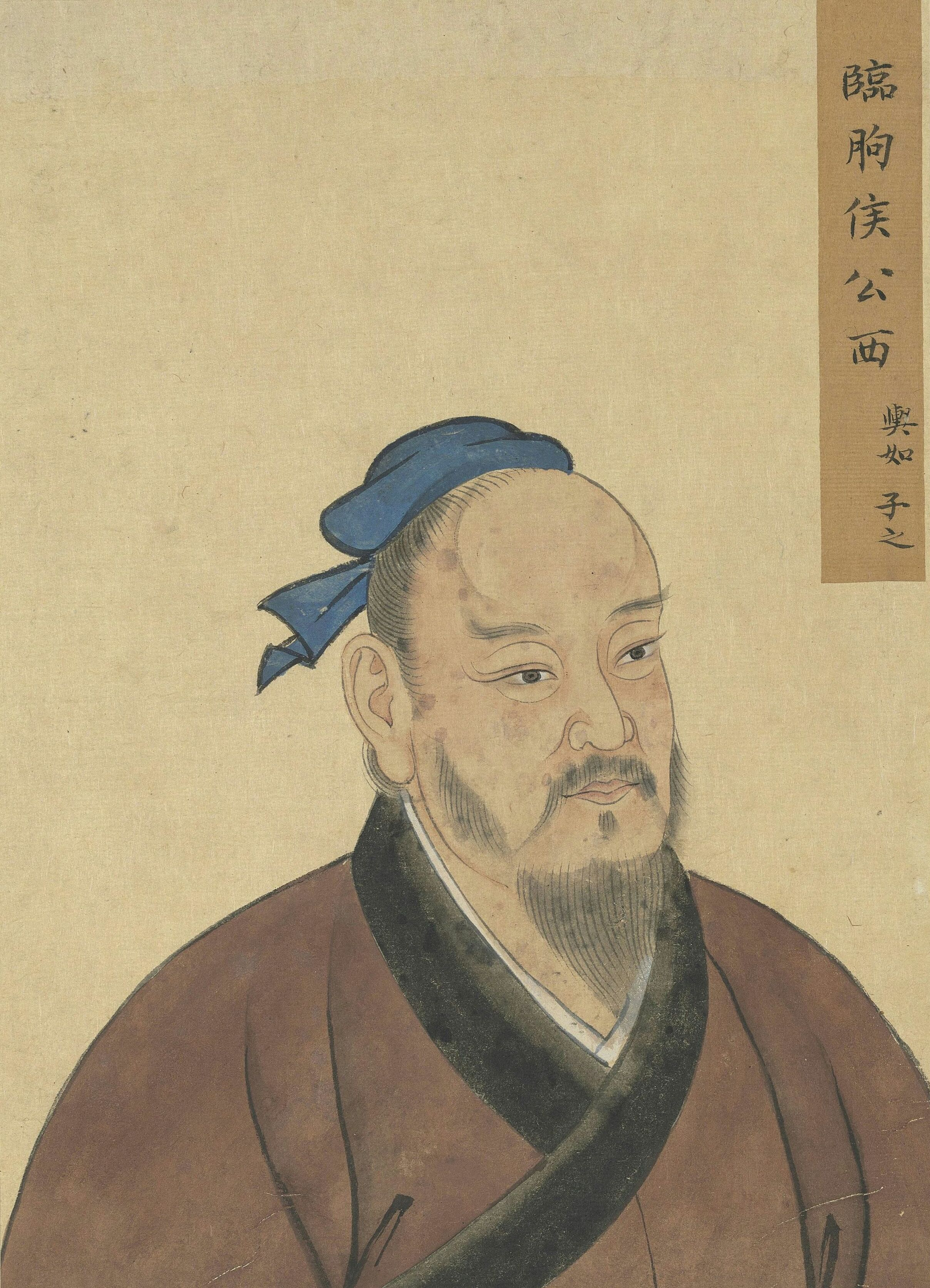
公西輿如

公西舆如（？—？），字子上，《孔子家语·弟子解》作公西與如、公西與。春秋时期鲁国人。孔子弟子。

## 生平
公西舆如生卒和事迹不详。

## 歷代追封
- 漢明帝永平十五年（72年）從祀孔廟。
- 唐玄宗開元二十七年（739年）封重丘伯。
- 宋真宗大中祥符二年（1009年）封临朐侯。
- 明世宗嘉靖九年（1530年）封先賢公西子。